# BO Carinae
BO Carinae eller HD 93420, är en ensam stjärna i norra delen av stjärnbilden Kölen. Den har en högsta skenbar magnitud av ca 7,18 och kräver åtminstone en stark handkikare eller ett mindre teleskop för att kunna observeras. Baserat på parallax enligt Gaia Data Release 2 på ca 0,6 mas, beräknas den befinna sig på ett avstånd på ca 5 400 ljusår (ca 1 660 parsek) från solen, men värdet anses osäkert på grund av högt astrometriskt brus. Den rör sig bort från solen med en heliocentrisk radialhastighet på ca 5 km/s. Stjärnan kan möjligen ingå i stjärnhopen Trumpler 15 på ett uppskattat avstånd av upp till 2 500 parsek.

## Egenskaper
BO Carinae är en röd superjättestjärna av spektralklass M4 Ib. Den har en radie som är ca 439 solradier och har ca 26 000 gånger solens utstrålning av energi från dess fotosfär vid en effektiv temperatur av ca 3 500 K.

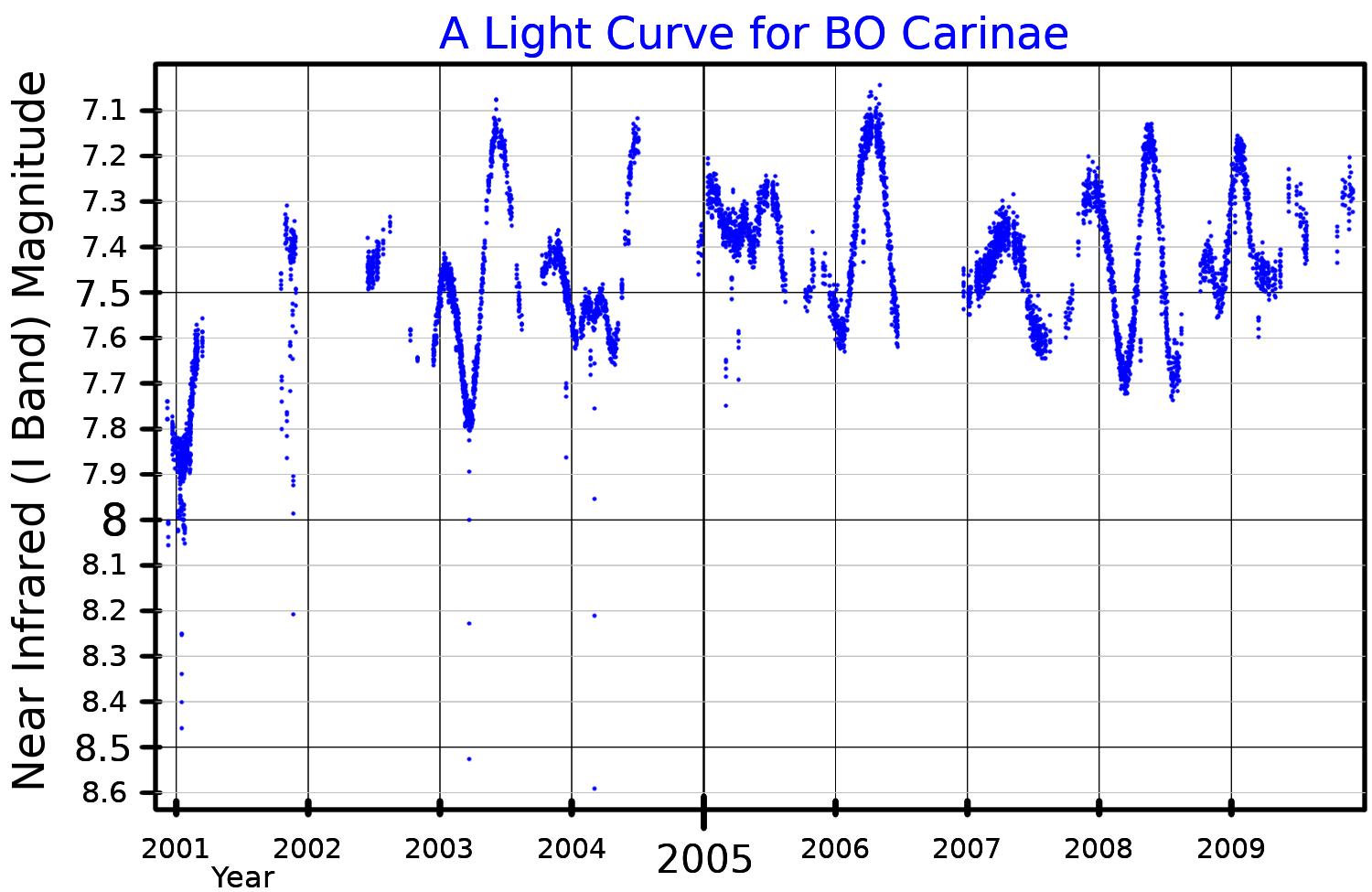
Ljuskurva för BO Carinae från I-bandet (nära infraröd), plottad från ASAS-data.

BO Carinae är en långsam irreguljär variabel som TZ Cassiopeiae eller V528 Carinae med en skenbara magnitud som fluktuerar mellan +7,18 och +8,50 utan tydlig periodicitet. Vissa observatörer har funnit att BO Carinae inte är variabel, men mer omfattande studier finner små amplitudvariationer med en möjlig period på 145 dygn.

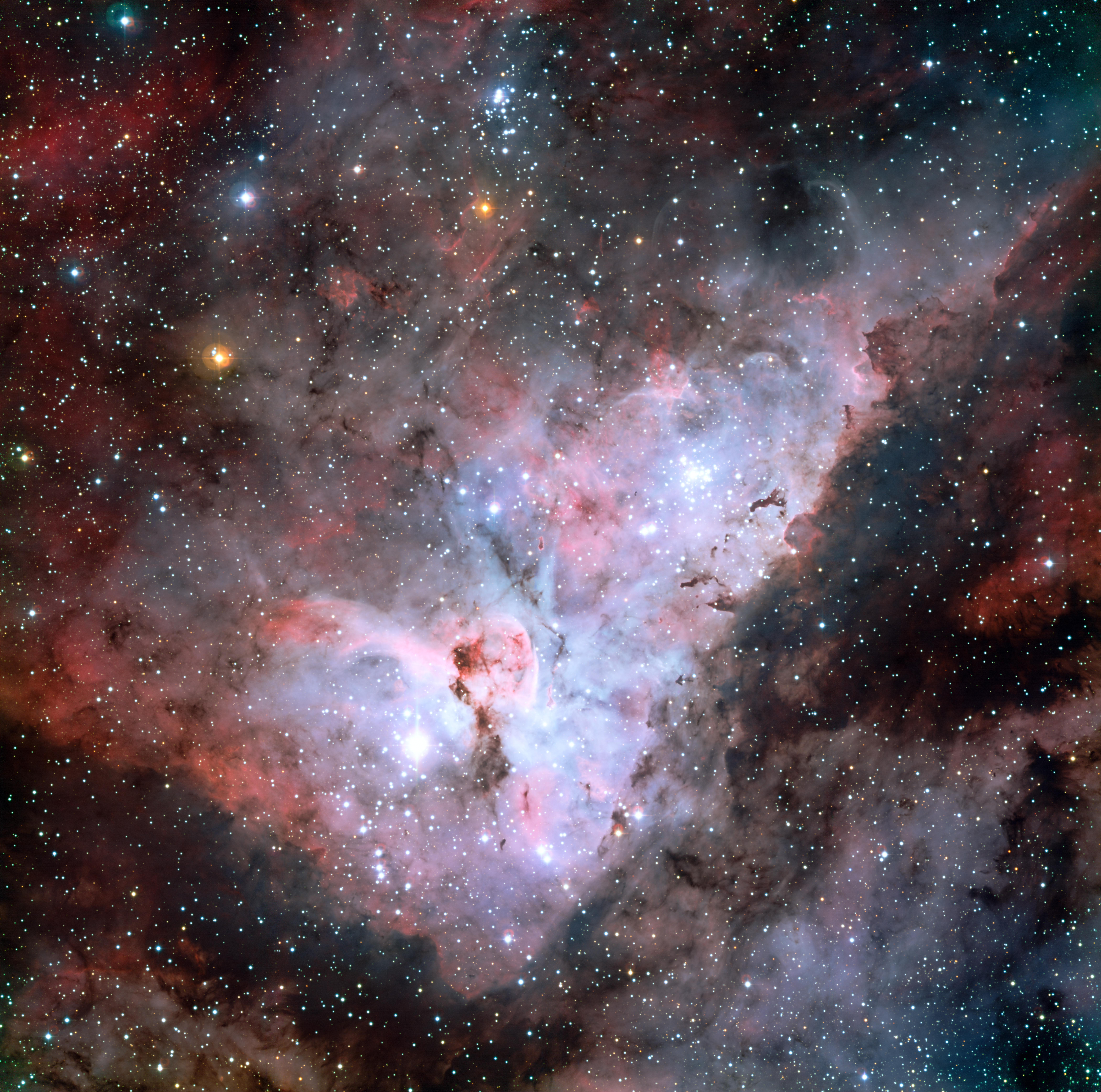
BO Carinae är den ljusaste röda stjärnan, uppe till vänster, i denna bild av Carinanebulosan.

Flera stjärnkataloger listar en stjärna av 11:e magnituden som en följeslagare till BO Carinae. Separationen var 2015 14,2 bågsekunder och ökade långsamt.    Följeslagaren är en avlägsen blå jätte.